# ئی. دبلیو. اسکریپس
ئی. دبلیو. اسکریپس (انگلیسی: E. W. Scripps) شرکت رسانه‌ای آمریکایی است، که در سال ۱۸۷۸ تأسیس شد.